# Project Zomboid
Project Zomboid — ізометрична інді-гра у відкритому світі, розроблена британсько-канадською командою The Indie Stone. Події відбуваються у пост-зомбі-апокаліптичній зоні відчуження у вигаданій Нокс-Каунтрі (англ. Knox Country, раніше — «округ Нокс»: англ. Knox County), що в штаті Кентуккі. Гравець має якнайдовше лишатись живим, допоки зрештою колись не вмре. Це була одна з перших п'яти ігор, випущених у розділі альфа-фінансування ігрового порталу Desura.
У 2011, The Indie Stone зазнали невдачі, широко висвітленої у спільноті прихильників інді-ігор — в них викрали два ноутбуки, на який містився висхідний код гри. Відтоді, Project Zomboid вийшла у Steam в ранньому доступі, та розробляється досі. Project Zomboid — перша випущена на продаж гра команди The Indie Stone. Останній стабільний реліз, Build 41, вийшов у грудні 2021. У ньому було додано анімації, перероблено бойову систему, додано новий музичний супровід та звукові ефекти, також на карті з'явилось місто Луїсвілл, а також було перероблено мультиплеєр.

## Сюжет
Сюжет Project Zomboid обертається навколо «події в Ноксі», та подається гравцю в теле- та радіопередачах. Причина та точне місце виникнення «Інфекції Нокс» невідомі; персонажі з ігрової радіостанції, KnoxTalk, обговорюють можливі варіанти, серед яких пріонова хвороба, Божий гнів, або біотероризм. Відомо, що інфекція поширюється через слину, кров, та повітряно-крапельним шляхом. Втім, гравець має імунітет від останнього способу поширення хвороби. Перебіг хвороби починається з гарячки, згодом хворі відчувають тривогу та нудоту, що з часом тільки погіршуються, та в результаті вони перетворюються на зомбі. Інфекція Нокс невиліковна та завжди смертельна.
Гра починається 9 липня 1993 року, приблизно через три дні після того, як військові починають блокаду навколо місцевості, де панує інфекція — Малдра, Ріверсайд, Вест-Пойнт та Роузвуд. Блокада була названа «Евакуацією з Ноксу». Генерал Армії США, Джон МакҐрю, відповідальний за блокаду зони відчуження Нокс, виступає перед публікою та закликає зберігати спокій, та стверджує, що в зоні відчуження загиблих немає.
11 липня, за рішенням ВООЗ, усі некритичні польоти заборонено задля уникнення глобального розповсюдження хвороби. У різних американських містах спалахують заворушення, а в Нью-Йорку та Маямі запроваджено комендантську годину після серії смертей і поранень у цих районах. Наступного дня, у медіа зливається фотографія з Вест-Пойнту, на якій зображено чоловіка з однією рукою, вкритого кров'ю, що стоїть навколо трупів. Це фото викликає страх і паніку в суспільстві. 13 липня, медіа опитують уцілілих, котрих військові відпустили з зони виключення — вони розповідають, що заражені полюють на живих, та поширюють інфекцію укусами.
Генерал Джон МакҐрю 14 липня виступає із зверненням, в якому запевняє, що «Америка в безпеці», а також пояснює подробиці події у Ноксі: він підтверджує, що інфекція поширюється біологічними рідинами, подряпинами, та іншими «неамериканськими» актами жорстокості. Поширення хаосу в зоні виключення призводить до пробиття блокади, після чого армія повністю покидає свої позиції. Приблизно в цей момент за сюжетом інфекція захоплює Луїзвіль, щоправда, у грі гравець може ще до цього моменту дібратись до Луїзвіля, та він вже буде зараженим. 15 липня, у медіа з'являється перша інформація про осіб, що захворіли на інфекцію Нокс без укусів. Зона відчуження збільшується, те, що інфекція поширюється повітряно-крапельним шляхом стає очевидним. 16 липня армія США у відчаї з метою запобігти подальшому поширенню хвороби знищує мости через річку Огайо, чим спричинила смерті сотень тисяч цивільних, що намагались втекти, та блокує уцілілих та зомбі у Нокс-Кантрі.
17 липня, факти зараження інфекцією підтверджені у Цинциннаті, Могадішо, Сеулі, Окінаві, кількох містах Англії. У своїй останній трансляції, генерал Джон МакҐрю звертається до осіб, що пережили другу хвилю події у Ноксі, та закликає їх вживати крайніх заходів для виживання. Він підтверджує, що ті, хто має імунітет від повітряно-крапельної інфекції, досі є вразливими до інфекції через кров та слину — зокрема, через укуси. МакҐрю каже, що ті, хто вижив, мають стати на свій захист, та підкреслює, що їхнє виживання є критично важливим для продовження існування людства. Генерал завершує звернення, наголошуючи, що про уцілілих не забули, та обіцяє їм порятунок та підтримку. Вже 18 липня більшість теле- та радіостанцій припиняють роботу.

## Ігровий процес

Інтерфейс Project Zomboid значним чином спирається на вікна та контекстні меню.

У Project Zomboid, гравець має на меті якнайдовше вижити в умовах зомбі-апокаліпсису в місцевості під карантином під назвою Нокс-Кантрі (англ. Knox Country) навколо міста Луїсвілл, що в Кентуккі. Перед початком гри в одному з чотирьох стартових містечок, гравець може обрати певні особливості свого персонажа, зокрема зовнішність, роботу та риси. Робота, обрана гравцем, також впливає на місце появи гравця (наприклад, пожежник з більшою ймовірністю з'явиться у пожежній частині, якщо в обраному містечку вона є). Гравець вимушений не тільки уникати зомбі, але й стежити за власними потребами (голод, стрес, втома, нудьга), аби залишатись живим, шляхом відпочинку, пошуку припасів та інших можливостей. Гравець може покращувати свої навички їх практикуванням, читанням книг та журналів. Зомбі в грі повільні, проте деякі зомбі швидші за інших; крім того, в налаштуваннях можливо включити зомбі-«бігунів», на кшталт зомбі з фільму 28 днів по тому.
У грі є кілька заданих режимів складності, а також режим пісочниці, що дозволяє гравцеві налаштовувати параметри гри, наприклад: кількість зомбі, поширення вірусу, поширеність ресурсів. Крім того, в грі є набір сценаріїв викликів, деякі з яких базуються на окремих менших мапах та/або мають геймплейні особливості, наприклад — вічна хуртовина, або гігантська орда зомбі, що переслідує гравця з другого дня гри.
Нокс-Кантрі, ігровий регіон Project Zomboid, базується на Луїсвіллській агломерації. Населені пункти Малдра, Вест-Пойнт, Луїсвілл частково є репліками справжніх міст, при тому деякі локації, як-от Ріверсайд, є вигаданими. Світ із плином часу стає все більш пустим і мертвим — впродовж місяця гри вимикається вода та електрика, відбувається ерозія будівель, вони поростають рослинністю. У грі також є детальна система клімату, що симулює вологий субтропічний клімат регіону; холодні й теплі фронти виникають та призводять до різноманітних погодних подій, наприклад, тропічні шторми. Із плином часу також змінюються сезони, для виживання важливо вдягатись відповідно до погоди.
Гра має активну спільноту розробників модів, що дозволяють суттєво змінювати ігровий процес. Є як малі моди, що вносять незначні зміни до інтерфейсу, наприклад, показують втому, голод, спрагу стовпчиками, так і моди, що повністю змінюють окремі механіки, додають нові, та додають повноцінні нові карти та розширення стартової карти. Моди можна знайти у Steam Workshop. Спільноти гри також підтримує вікі Project Zomboid, де описані детальні інструкції по геймплею та виживанню.
На відміну від більшості ігор про зомбі, на початку гри гравець має доступ до електрики та водопостачання, і гравці можуть використовувати побутові електричні прилади, такі як освітлення, телевізори, печі та мікрохвильові печі, а також отримувати необмежену кількість води з кранів, але через випадкову кількість днів від 0 до 30 (Іншу кількість можна отримати, змінивши налаштування пісочниці для відключення електроенергії та води пізніше), електроенергію та воду буде відключено, через що гравцю доведеться отримувати воду та використовувати електроенергію іншими способами.

## Розробка
| 2011 | 0.0.0                                       |
| 2011 | Pre-Alpha                                   |
| 2012 | 0.2.0                                       |
| 2012 | Experimental Combat Build                   |
| 2013 | Build 1                                     |
| 2013 | Build 11: «Steam Release»                   |
| 2013 | Build 14                                    |
| 2013 | Build 19                                    |
| 2013 | Build 20                                    |
| 2013 | Build 21                                    |
| 2013 | Build 23                                    |
| 2014 | Build 25                                    |
| 2014 | Build 26: «Online MP & 3D Character Models» |
| 2014 | Build 27: «Trapping»                        |
| 2014 | Build 28: «Firearm Overhaul»                |
| 2014 | Build 29: «Foraging»                        |
| 2014 | Build 30: «Erosion»                         |
| 2015 | Build 31                                    |
| 2015 | Build 32: «Spiffo's Workshop»               |
| 2016 | Build 33                                    |
| 2016 | Build 34                                    |
| 2016 | Build 35                                    |
| 2017 | Build 36                                    |
| 2017 | Build 37                                    |
| 2017 | Build 38: «The Pre-Vehicles Build»          |
| 2018 | Build 39: «The Vehicles Build»              |
| 2018 | Build 40: «The Weather Build»               |
| 2019 |                                             |
| 2020 |                                             |
| 2021 | Build 41: «Animation Overhaul»              |

За словами розробників, вони «завжди хотіли зробити цю гру», та це їхня «гра мрії», щоправда, вони вважали, що через потребу виділяти на розробку чимало часу це не є можливим. Втім, успіх Minecraft, показав їм «інший спосіб розробляти відеогру», що призведе до швидших результатів. Також розробники кажуть, що в першу чергу надихались фільмами про зомбі, а не іншими іграми.

### Початок
Гра вперше вийшла у квітні 2011 року, як технічна демо. Гра написана на Java із бібліотекою LWJGL через легкість портування.

### Ранні невдачі
У червні 2011 року, невдовзі після виходу гри в стані pre-alpha, її злили, та неавторизовані копії гри розповсюдились по багатьох сайтах. Неавторизована версія гри дозволяла оновлювати гру з серверів Project Zomboid, навіть якщо в користувача була найновіша версія гри. Аби не платити за ці завантаження, The Indie Stone прибрали платну версію, та натомість на наступний день випустили безкоштовну «публічно технодемо».
15 жовтня 2011 року, злодії увірвались до квартири двох розробників та вкрали їхні ноутбуки, на яких була чимала кількість ігрового коду, що не був збережений у інших джерелах, що серйозно затримало розробку гри. Через свої невдачі, розробники виступили з презентацією на Rezzed. Презентація мала назву «Як (не) розробляти відеоігри» (англ. How (not) to make a video game), де обговорювали висновки, зроблені при роботі над проєктом.

### Продовження
8 листопада 2013 року, Project Zomboid вийшла у Steam у ранньому доступі. В лютому 2014 року The Indie Stone вперше випустили підтримку багатокористувацького режиму. Згодом, гра активно з часом оновлювалась: перероблювався ігровий процес, звукові ефекти. Багатокористувацький режим було вирізано та потім реалізовано знову. Гра досі у ранньому доступі, тому досі регулярно додаються нові функції та активно виправляються баги. Розробники активно комунікують із гравцями, кожні два тижні у четвер вони випускають пости в своєму блогу. У них вони розповідають про оновлення, сервери, зміни, виправлення багів, що будуть у наступній версії, або розповідають про моди.